# 回せ!グルーヴ開発部
回せ！グルーヴ開発部（まわせ！ぐるーゔかいはつぶ）は、日本の女性アイドルユニット。
通称「回グル」。

## 概要
2019年9月2日ライブお披露目。東京・渋谷や新宿を中心にライブ活動を行っていた。
事務所やアイドルプロデューサーが存在しないセルフプロデュースのアイドルとして活動。
2020年12月29日、WOMBにて解散。

## 略歴

### 2019年
- 7月29日～31日、公式Twitterにてメンバー発表
- 9月2日、下北沢SHELTERにてお披露目ライブ
- 10月27日、「M3 – 音系・メディアミックス同人即売会 2019秋」にて1stシングル「回せ！」を発売
- 12月9日、「吉田豪×南波一海の"このアイドルが見たい"2019師走」出演
- 12月13日、ROCK CAFE LOFTis your roomにて「第1回回グル開発報告会」開催

### 2020年
- 2月6日、「南波一海のアイドル三十六房」（タワレコTV）出演。同日、2ndシングル「開発者M」を発売
- 2月14日、ROCK CAFE LOFTis your roomにて「第2回回グル開発報告会」開催

- 3月17日、環杏生誕ライブ「定時退社、渋谷。」開催
- 4月5日、「ギュウ農フェス春のSP2020 〜5th anniversary 2days〜」に出演が決まっていたが、イベントが延期となる[1]
- 8月20日、メンバー怠田ユニが心身の都合により活動休止。以後雲野ぼん、環杏の2人体制での活動となる
- 8月22日、雲野ぼん生誕ライブ「雲野ぼんのborn」開催
- 10月24日、怠田ユニ卒業ライブ「怠田ユニのワイワイ卒業式」開催。同日怠田ユニが卒業
- 12月29日、回せ！グルーヴ開発部解散ライブ「回せ！グルーヴ開発部」開催。この日は卒業メンバーである怠田ユニも1日復帰し、3人での卒業ライブを行った。同日、1st Album「RGB」を発売。

### 2021年
- DOCUMENTARY of バーレスク東京に環杏改めたまきが参加。合格のち辞退となる。
- 11月1日、環杏改め環木あんずがChick-flick結成に参加。

### 2022年
- 8月5日よりKONAMIによるAppleArcadeゲーム『アメージングボンバーマン』[2]に未発表楽曲『はらぺこヒーロー』が収録されると発表。制作期間はグループ解散以前とのこと。

- 10月28日、怠田ユニ、西永福JAMにてソロアイドルデビュー

## メンバー
| 名前     | 誕生日   | 備考 |
| -------- | -------- | --- |
| 雲野ぼん | 8月22日  | デザイン担当。回せ！グルーヴ開発部のフライヤーやジャケット写真などのデザイン全般、動画編集等を行っている。 |
| 怠田ユニ | 10月28日 | 歌詞担当。回せ！グルーヴ開発部の作詞、他グループへの作詞提供を行っている。 元@ほぉ〜むカフェ 6Fメイド（こたつ） ミスiD2021クリエイティブあいどる賞 苺りなはむオーディション（後のHO6LA）最終審査進出 2022年10月28日西永福JAMにて怠田ユニソロアイドルデビュー |
| 環杏     | 3月17日  | 振付担当。回せ！グルーヴ開発部の全曲振付、他グループへの振付提供を行っている。 バーレスク東京令和スタープロジェクト最終オーディション（たまき） 2021年11月、環木あんずに改名、Chick-flick結成                                                                |